# Achaphubuil
Achaphubuil (Schots-Gaelisch: Achadh a' Phùbaill) is een klein dorpje aan de zuidelijke oevers van Loch Eil in de Schotse Hooglanden. Het dorpje ligt aan de A861, vlak bij het punt waar Loch Eil overgaat in Loch Linnhe. Aan de overkant van het meer ligt het dorp Corpach.

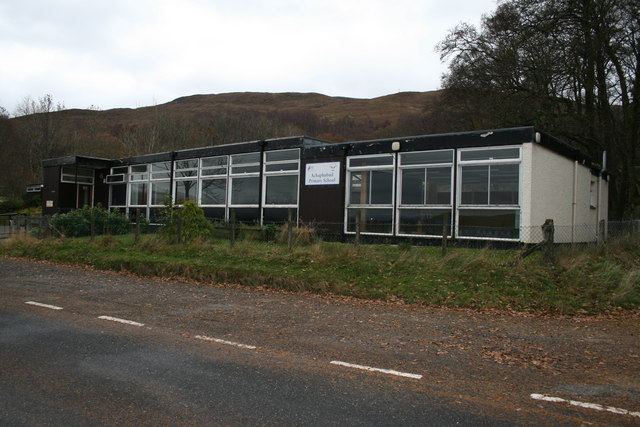
School in Achaphubuil
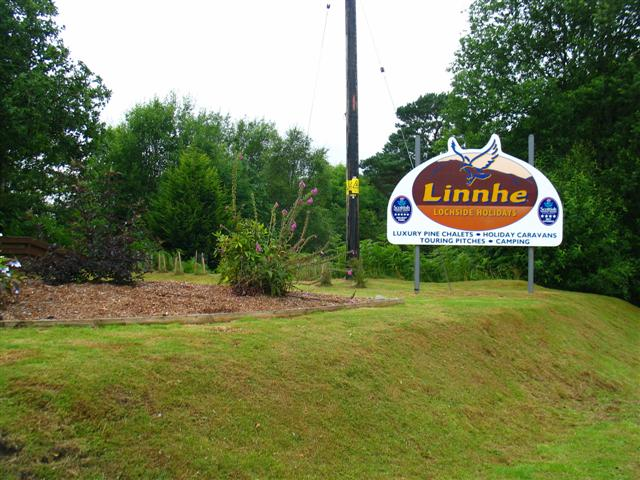
Ingang van Linnhe Park
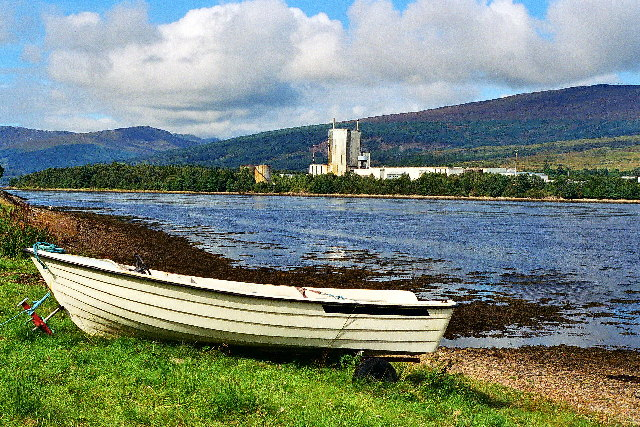
Meer bij Achaphubuil